# Lauro Bon
Lauro Bon (Monfalcone, 2 marzo 1961) è un ex cestista italiano.

## Carriera
Con la maglia della Virtus Bologna ha vinto una Coppa Italia e una Coppa delle Coppe (1990).

## Palmarès
- Coppa delle Coppe: 1

Virtus Bologna: 1989-90
- Coppa Italia: 1

Virtus Bologna: 1990